# New Madrid
New Madrid é uma cidade localizada no estado americano de Missouri, no Condado de New Madrid.

## Demografia
Segundo o censo americano de 2000, a sua população era de 3334 habitantes.
Em 2006, foi estimada uma população de 3105, um decréscimo de 229 (-6.9%).

## Geografia
De acordo com o United States Census Bureau tem uma área de 11,7 km², dos quais 11,7 km² cobertos por terra e 0,0 km² cobertos por água. New Madrid localiza-se a aproximadamente 87 m acima do nível do mar.

## Localidades na vizinhança
O diagrama seguinte representa as localidades num raio de 16 km ao redor de New Madrid.